# Ali Salih as-Sadi

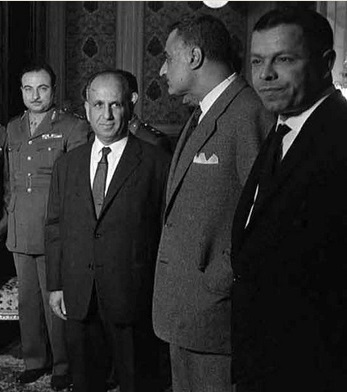
Rozmowy w sprawie unifikacji Egiptu, Syrii i Iraku w 1963. Stoją od lewej: delegaci syryjscy Zijad al-Hariri i Nihad al-Kasim, prezydent Egiptu Gamal Abdel Naser i Ali Salih as-Sadi

Ali Salih as-Sadi (ur. 1928, zm. 1977) – iracki polityk, sekretarz generalny Przywództwa Regionalnego oddziału irackiego partii Baas w latach 1959-1963. Jeden z organizatorów zamachu stanu w Iraku w lutym 1963, następnie przez kilka miesięcy minister spraw wewnętrznych Iraku.

## Życiorys
Był szyitą. W 1959 stanął na czele irackiego oddziału partii Baas. Nastąpiło to po nieudanym zamachu na życie Abd al-Karima Kasima, premiera Iraku, zorganizowanym przez baasistów. Członków partii poddano po tym wydarzeniu represjom, a dotychczasowy sekretarz generalny organizacji, Fu’ad ar-Rikabi, zbiegł do Syrii. As-Sadi zreorganizował partię i utworzył paramilitarną Gwardię Narodową podlegającą jej kierownictwu.
W 1962 wszedł do Biura Wojskowego utworzonego przez partię Baas w celu przeprowadzenia zamachu stanu i przejęcia tą drogą władzy w kraju. Wciągnął do spisku grupę oficerów niezwiązanych z partią, ale utożsamiających się z ideą panarabską, w tym Abd as-Salama Arifa. Na początku lutego 1962 został aresztowany, podobnie jak inny członek Biura Salih Mahdi Ammasz, co skłoniło pozostałych spiskowców na czele z Ahmadem Hasanem al-Bakrem do podjęcia natychmiastowych działań. Przeprowadzony 8 lutego zamach stanu zakończył się sukcesem baasistów, obaleniem rządu Abd al-Karima Kasima i straceniem jego samego. Władzę przejęła Narodowa Rada Dowódców Rewolucji zdominowana przez działaczy partii Baas. W nowym rządzie Ali Salih as-Sadi został ministrem spraw wewnętrznych i początkowo był najbardziej wpływową postacią, znaczącą więcej, niż prezydent Arif i premier al-Bakr.
Jako minister spraw wewnętrznych as-Sadi prowadził z ramienia nowego rządu negocjacje z Demokratyczną Partią Kurdystanu w sprawie udzielenia kurdyjskim północnym prowincjom Iraku daleko idącej autonomii, uwzględniającej utworzenie własnego wojska, odrębnego systemu podatkowego i administracji złożonej wyłącznie z Kurdów. Postulaty te były nie do zaakceptowania przez rząd centralny, m.in. dlatego, że Kurdowie domagali się włączenia do własnej prowincji Kirkuku razem z jego polami naftowymi. As-Sadi gotowy był na mniejsze ustępstwa, włączył także do rządu dwóch ministrów-Kurdów. W takiej sytuacji przywódca Kurdów irackich Mustafa Barzani wznowił działania zbrojne.
As-Sadi opowiadał się za radykalnym kursem socjalistycznym, co nie było powszechnie akceptowane w irackim oddziale partii Baas. W pierwszej dekadzie swojego istnienia skupiała się ona na hasłach panarabskich, jedynie ogólnikowo wspominając o socjalizmie. Taka polityka budziła również sprzeciw tych oficerów, którzy popierali nowy rząd, chociaż nie należeli do partii Baas, natomiast opowiadali się za panarabizmem i unią z naserowskim Egiptem.
W kwietniu 1963 as-Sadi stracił stanowisko ministra spraw wewnętrznych po tym, gdy na ulicach irackich miast doszło do zamieszek i starć między podlegającą mu Gwardią Narodową, paramilitarną organizacją partyjną, a naserowskim Arabskim Ruchem Nacjonalistycznym. We wrześniu 1963 odzyskał natomiast kontrolę nad irackimi strukturami partii Baas i w jej imieniu ogłosił przyjęcie kursu marksistowskiego, prawdopodobnie licząc na poprawę stosunków z ZSRR i uzyskanie od tego państwa pomocy strukturalnej. Do tej pory ZSRR odnosił się do rządu irackich baasistów negatywnie, mając w pamięci represje, jakim poddali oni Iracką Partię Komunistyczną po przejęciu władzy. As-Sadi nawiązał ponadto kontakty z radykalną frakcją w kierownictwie syryjskiego oddziału partii Baas; baasiści od zamachu stanu w marcu 1963 rządzili również Syrią.
O arbitraż w sporze między radykałami skupionymi wokół as-Sadiego i bardziej umiarkowanymi frakcjami irackiego rządu poproszono głównego ideologa baasizmu Michela Aflaka, który uznał, że racja leżała po stronie wojskowych skupionych wokół Arifa. Wywołało to dalszy zamęt w Iraku, doszło do manifestacji w obronie as-Sadiego.
W listopadzie 1963 as-Sadi został odsunięty od wszystkich stanowisk partyjnych na Kongresie Regionalnym irackiego oddziału partii Baas. Przewodnictwo w organizacji przejął bardziej umiarkowany Hazim Dżawad, zaś dotychczasowego sekretarza generalnego i jego współpracowników zmuszono do emigracji. Spowodowało to odpływ szyitów z partii Baas i przyczyniło się do utrwalenia dominacji w niej sunnitów.